# Suwa (jezioro)
Suwa (jap. 諏訪湖 Suwa-ko) – jezioro w środkowej części prefektury Nagano, w Japonii. Zajmuje 24. miejsce pod względem powierzchni w kraju. Pod powierzchnią jeziora znajdują się źródła termalne.